# Distrito de Jodhpur
Jodhpur (en hindi: जोधपुर) es un distrito de la India en el estado de Rajastán. Código ISO: IN.RJ.JO.
Comprende una superficie de 22850 km².
El centro administrativo es la ciudad de Jodhpur.

## Demografía
Según censo 2011 contaba con una población total de 3685681 habitantes, de los cuales 1 761 355 eran mujeres y 1 924 326 varones.